# Харрис, Ролф
Ролф Харрис (англ. Rolf Harris; 30 марта 1930, Бассендин, Перт, Австралия — 10 мая 2023, Брей, Юго-Восточная Англия) — австралийский шоумен, музыкант и художник.
Родился в Австралии, до начала карьеры в шоу-бизнесе профессионально занимался плаванием. После переезда в Великобританию в 1952 году стал работать художником-аниматором на телевидении. Вскоре стартовала его музыкальная карьера, и в 1957 году его хит «Tie Me Kangaroo Down, Sport» занял лидирующие позиции в чартах Великобритании, Австралии и США. С 1950-х годов он также много работал на телевидении, где у него было несколько собственных телепроектов. За годы своей карьеры Харрис был удостоен ряда почётных наград и званий, которых он был лишён в 2015 году.
В августе 2013 года Харрис был обвинён в шести случаях растления детей в период с 1969 по 1986 год. 30 июня 2014 года был признан виновным и приговорён к пяти годам и девяти месяцам тюрьмы. Содержался в тюрьме Уандсворт на юго-западе Лондона.
Скончался 10 мая 2023 года в возрасте 93 лет.

## Награды
Британские
- Орден Британской империи:
  - член (8 июня 1968 года) — «как артист»[16];
  - офицер (11 июня 1977 года) — «за заслуги в исполнительских искусствах»[17];
  - командор (17 июня 2006) — «за заслуги в развлечениях и искусствах»[18].
    - Лишён 3 марта 2015 года[19].

Австралийские
- Орден Австралии:
  - член (26 января 1989 года) — «за заслуги перед обществом в качестве артиста»[20];
  - офицер (11 июня 2012 года) — «за выдающиеся заслуги перед исполнительским и изобразительным искусством, благотворительными организациями и международными отношениями посредством продвижения австралийской культуры»[21].
    - Лишён 19 февраля 2015 года[22].